# Sam Oomen
Sam Oomen (Tilburg, 15 de agosto de 1995) es un ciclista profesional neerlandés que desde 2024 corre para el equipo Lidl-Trek.

## Palmarés
2012
- Gran Premio Rüebliland

2015
- Rhône-Alpes Isère Tour, más 1 etapa
- 2 etapas del Tour de Saboya
- París-Tours sub-23

2016
- Tour de l'Ain, más 1 etapa[2]

## Resultados en Grandes Vueltas y Campeonatos del Mundo
| Carrera         | Carrera         | 2014 | 2015 | 2016 | 2017 | 2018 | 2019 | 2020 | 2021 | 2022 | 2023 | 2024 |
| --------------- | --------------- | ---- | ---- | ---- | ---- | ---- | ---- | ---- | ---- | ---- | ---- | ---- |
|                 | Giro de Italia  | —    | —    | —    | —    | 9.º  | Ab.  | 21.º | —    | 20.º | 36.º | —    |
|                 | Tour de Francia | —    | —    | —    | —    | —    | —    | —    | —    | —    | —    | —    |
|                 | Vuelta a España | —    | —    | —    | Ab.  | —    | —    | —    | 18.º | 30.º | —    | 33.º |
| Mundial en Ruta | Mundial en Ruta | —    | —    | —    | —    | 14.º | —    | 45.º | —    | —    | —    | 49.º |

—: no participa

Ab.: abandono